# ایفرا هرمز
ایفرا هرمز یا فرایه هرمز (به پارسی میانه: Farāya Ōhrmazd) یکی از زنان نجیب‌زادهٔ ساسانی در سدهٔ چهارم میلادی، همسر هرمز دوم (حک. ۳۰۲–۳۰۹) و مادر شاپور دوم (حک. ۳۰۹–۳۷۹) بود. بزرگان کشور در پی مرگ هرمز و بحران جانشینی که در اثر آن رخ داده بود، بر آن شدند تا حکومت را به واپسین فرزند هرمز که هنوز از ایفرا هرمز زاده نشده‌بود بسپارند. بدین ترتیب تاج‌گذاری بر شکم ایفرا انجام شد و او در کنار بزرگان تا زمان بزرگسالی آن فرزند که شاپور نام گرفت، به فرمانروایی بر کشور پرداخت.
ایفرا هرمز دارای پدری یهودی بود و خود بعدها به مسیحیت گروید. دربارهٔ رابطهٔ دوستانه و همکاری‌های او با یهودیان در دربار در جهت رسیدن به اهدافشان در تاریخ نقل‌های بسیاری شده‌است. از او در پنج داستان تلمود نیز یاد شده‌است. تلمود ایفرا هرمز را به عنوان ملکه‌ای که علاقهٔ زیادی به یهودیت دارد نشان می‌دهد.

## نام
دربارهٔ نام دقیق ایفرا هرمز اطلاعات زیادی در دست نیست و فقط منابع یهودی به نام او اشاره کرده‌اند. تئودور نولدکه ایفرا را نامی «ناواضح» می‌داند. ممکن است نام او در اصل فرایه هرمز (به پارسی میانه: Farāya Ōhrmazd) به معنای «دوست‌داشتهٔ هرمز» باشد.

## پیش‌زمینه
پس از درگذشت هرمز دوم (حک. ۳۰۲–۳۰۹) در سال ۳۰۹ میلادی، پسر او آذرنرسه (حک. ۳۰۹–۳۰۹) جانشین شد، اما او پس از مدت کوتاهی به دست بزرگان برکنار و کشته شد. بزرگان سپس پسر دوم هرمز را کور کردند و سومین پسرش را که هرمز نام داشت، به زندان افکندند که او نیز چندی بعد فرار کرد و به روم پناه برد. بنابراین تاج‌وتخت برای فرزند زاده‌نشده هرمز دوم از همسرش ایفرا هرمز، که شاپور دوم (حک. ۳۰۹–۳۷۹) نام گرفت، در نظر گرفته شد. رخدادهای پس از مرگ هرمز دوم و چگونگی به پادشاهی رسیدن پسرش شاپور در گزارش‌های ایرانی و عربی با شاخ و برگ‌های داستانی به هم آمیخته شده‌اند. در این گزارش‌ها که از منابع ساسانی مایه گرفته‌اند، پیکارهای درون خاندانیِ پس از مرگ هرمز که برای دستگاهِ پادشاهی بسیار ناخوشایند بود، هیچ بازتابی نیافته است.

## زندگی

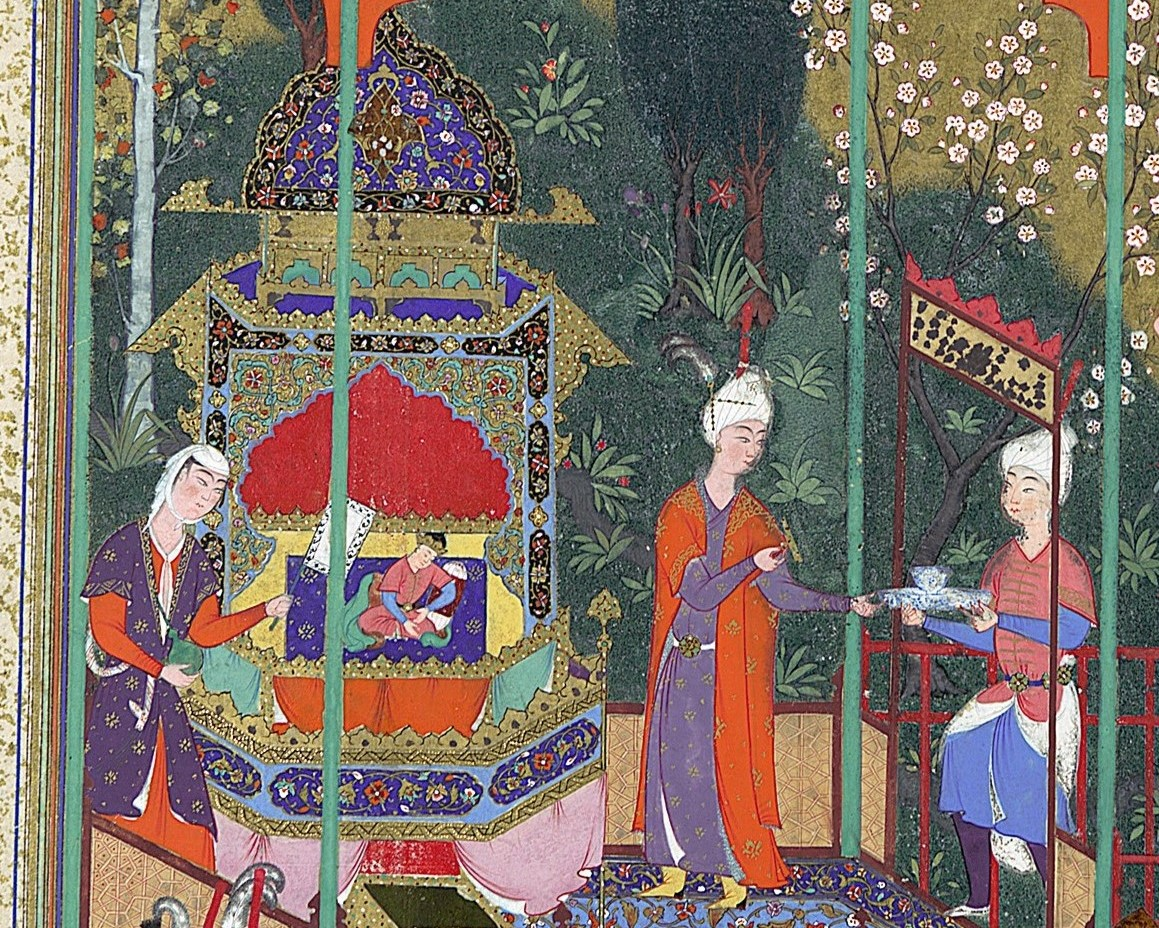
صحنهٔ «تاجگذاری شاپور دوم در نوزادی» در شاهنامهٔ طهماسبی، مربوط به حدود ۱۵۲۵–۳۰ میلادی

دربارهٔ زندگی اولیه ایفرا هرمز و اصالت او اطلاعات چندانی در دست نیست. با وجود همۀ گزارش‌های ایرانی و عربی دربارۀ این‌که شاپور دوم تنها فرزند هرمز دوم بود و پس از مرگ او دیده به جهان گشود، در دیگر منابع تاریخی نام چند پسر دیگر هرمز دوم به چشم می‌آید. زُناراس، یوحنا مالالاس و زوسیموس، از چند برادر شاپور دوم نام برده‌اند. به گزارش زناراس، هرمز دوم از همسر خود ایفرا هرمز سه پسر داشت به نام‌های آذرنرسه، هرمز و شاهزادۀ دیگری که زناراس نام او را نیاورده است. پس از مرگ هرمز دوم، آذرنرسه که بزرگ‌ترین پسر او بود پادشاه شد اما چون خشن و ستمگر بود، ایرانیان او را دوست نمی‌داشتند و ازاین‌رو، آذرنرسه را از تخت شهریاری به پایین کشیدند.
یوحنا مالالاس به نقل از ماگنوس حرانی شاپور دوم را «شاپور ارشک» یعنی شاپور از خاندان ارشک نامیده‌است. تنها توجیه برای آن این است که بپذیریم شاپور از سوی مادر تبار اشکانی داشته‌است. به گفتهٔ یک رویدادنامهٔ نسطوری پدرِ ایفرا هرمز یک یهودی بود. طبق همان رویدادنامه، ایفرا هرمز به دست شمعون برصباعی به مسیحیت گروید. برخی نوشته‌های یهودی او را نیز یهودی می‌دانند.
ایفرا هرمز همسر هرمز دوم و مادر شاپور دوم ساسانی بود. هرمز مجموعاً  ۹ فرزند داشت. مشخص نیست که به جز شاپور کدامیک از فرزندان هرمز از همسرش ایفرا هرمز بوده‌اند؛ اما می‌توان از تاریخ‌نگاران بیزانسی استنباط کرد که آذرنرسه، هرمز و پسر دیگر هرمز زادهٔ همسر نخست او بوده‌اند. با این حال به گفتهٔ طبری هرمز پس از مرگ فرزندی نداشت و به ناچار فرزند زاده‌نشدهٔ او به عنوان شاه انتخاب شد.
شاپور در سال ۳۰۹ میلادی از ایفرا هرمز زاده شد. بنابر یک روایت سنتی، درباریان و موبدان، تاج ساسانی را روی شکم ایفرا هرمز (به هنگام بارداری) قرار دادند و بنابراین شاپور به معنای واقعی کلمه به صورت شاه زاده شد. در سال‌های آغازین پادشاهی شاپور، درباریان و به ویژه ایفرا هرمز زمام امور را در دست داشتند. نولدکه از قدرت و نفوذ زیاد ایفرا هرمز بر شاپور حتی در دوران رشد او سخن گفته‌است. بعید نیست که حتی به قدرت رسیدن شاپور از میان مدعیان قدرت با اعمال نفوذ ایفرا هرمز رخ داده باشد. علیرضا شاپور شهبازی بر این باور است که به دلیل نامشخص بودن جنسیت شاپور پیش از تولد، تاج‌گذاری او از روی شکم مادر نامحتمل است. به گفتهٔ او شاپور چهل روز پس از مرگ پدرش زاده شد و بزرگان برای دستیابی به قدرت بیشتر آذرنرسه را کشتند و شاپور را شاه کردند که تا پایان دوران کودکی او در قدرت بمانند.
ثبات ایران در دورهٔ خردسالی شاپور با وجود حکومت نیابتی بزرگان بر کشور و فقدان پادشاه در عمل قابل توجه است. بخشی از این ثبات به دلیل است که امپراتوری روم سرگرم درگیری‌های داخلی خود بود. با این حال ایران در این دوره کاملاً بی‌گزند نماند و مورد تاخت‌وتاز قبایل عرب قرار گرفت. شاپور با رسیدن به شانزده‌سالگی طی جنگی این قبایل را سرکوب کرد و امنیت را به مرزهای جنوبی کشور بازگرداند.

## رابطه با یهودیان
ایفرا هرمز از پدری یهودی زاده شده بود. دربارهٔ پشتیبانی او از یهودیان و رابطهٔ دوستانه و همکاری وی با آنان در دربار در جهت رسیدن به اهدافشان در تاریخ نقل‌های بسیاری شده‌است. از او در پنج داستان تلمود یاد شده‌است. به نظر می‌رسد که ایفرا هرمز به قدرت فراطبیعی یهودیان باور داشت و به همین دلیل با فرستادن هدیه و پول سعی در جلب توجه آنان داشت. او حتی پسرش را از دخالت در امور یهودیان بازمی‌داشت و به او توصیه می‌کرد که با آنان با احترام و ملایمت رفتار کند.
در تلمود از ایفرا هرمز به دفعات بسیار به عنوان ملکه‌ای که علاقهٔ زیاد به یهودیت دارد، یاد شده‌است. یک ربی شناخته‌شدهٔ بابلی به نام راوا بسیار با مطالب مربوط به او مرتبط است. مذکور است که ایفرا چند رأس حیوان به عنوان قربانی به راوا می‌فرستد. طبق رسوم یهودیت قربانی کردن خارج از اورشلیم حرام است، راوا برای قربانی کردن این بهائم از دو نفر غیریهودی کمک می‌طلبد.
در فرصت دیگر ایفرا چند نمونه خون برای راوا می‌فرستند که وی ترکیب بیولوژی آن‌ها را نشان بدهد. راشی معتقد است که راوا تخصصی در شناختن خون که متعلق به عادت ماهانه زنان است نداشت و اغلب از روی حدس جواب می‌داد. مفسران دیگر را عقیده بر آنست که راوا در این رشته تخصص کافی داشت. وقی راوا به پرسش ایفرا پاسخ داد، ایفرا رو به شاپور کرده گفت: می‌بینی یهودیان تا چه حد بافکرند. شاپور که روی خوشی با یهودیان نداشت در جواب می‌گوید که بخت با راوا یاری کرده و حدسش صائب آمده‌است. ایفرا پس از آن شصت نمونه مختلف خون برای آزمایش و درک ماهیت آن‌ها به راوا می‌فرستد. تلمود می‌گوید که راوا پنجاه و نه نمونه خون را آزمایش کرده و جواب درست می‌فرستند به جز یک نمونه که خون شپش بوده‌است. در اینجا راوا به جای یک جواب، یک عدد شانه برای ایفرا می‌فرستد. ایفرا سپس رو به شاپور کرده می‌گوید دانشمندان یهود از رموز دل آگاهند.
در باب کتاب باب بترا که از کتاب‌های تلمود است، می‌خوانیم که ایفرا یک صد دینار برای ربی یوسف می‌فرستد، که آن را برای درست‌ترین کار به کار ببرند. ربی اباثی شاگرد ربی یوسف معتقد است که درست‌ترین کار خریدن و آزاد کردن اسرای جنگی است که از همه گونه مجازات و بلیات دنیایی رنج می‌برند و کسی به فکر آن‌ها نیست.
وقتی دیگر ایفرا مبلغی پول (چهارصد دینار) برای روحانیان یهود می‌فرستد که آن را میان فقرای یهود تقسیم کنند. ربی امی از پذیرفتن پول ابا می‌کند و آن را به وسیله فرستاده‌ای به ایفرا بازمی‌گرداند. ایفرا بار دیگر همان مبلغ را به راوا می‌فرستد و وی پول را قبول می‌کند. تلمود این مسئله را مورد بحث و مشاجره قرار می‌دهد. از طرفی برگرداندن پول اسائه ادب به خاندان پادشاهی است و از طرفی دیگر طبق سنت‌های یهود نباید از غیریهودی برای فقرای یهودی اعانه جمع‌آوری کرد. این مسئله اینطور حل می‌شود که پول را میان فقرای غیریهودی تقسیم می‌کنند. راشی می‌گوید اگر دینارهای ایفرا برای آزاد ساختن اسرای یهودی مناسب هستند، به چه علت تفسیم آن‌ها بین فقرای یهودی مناسب نیست؟ راشی جواب می‌دهد که در وهله اول ایفرا تأکید کرد که این پول را در راه نیکوترین امر خیریه به کار رود. مفسران دیگر معتقدند که این پول در راه آزاد ساختن ایرانی‌هایی که در اسارت رومی‌ها به سر می‌بردند به کار رفت.
چنین بر می‌آید که یهودیان در امور قضائی نیز استقلال قابل توجهی داشتند و قادر بود متخلفان یهودی را کیفر دهند. در یک مورد ربا دستور داد یک نفر یهودی را که با یک زن غیر یهودی رابطه نامشروع داشت، شلاق بزنند. یهودی متخلف زیر شلاق درمی‌گذرد و این خبر به گوش شاپور می‌رسد. شاپور دستور می‌دهد راوا را سخت مجازات کنند ولی شفاعت ایفرا راوا را از مجازات می‌رهاند.
مناسبت راوا با دربار (خصوصاً با ایفرا) آنقدر دوستانه بود که سایر روحانیان یهود نسبت به راوا مشکوک شده بودند. راوا متمول بود و او را مؤاخذه می‌کردند که این همه پول را از کجا آورده‌است. تا اینکه یک روز دربار خانه راوا را تاراج می‌کنند و این عمل غیرمنتظره روحانیان یهود را در بی‌تقصیر بودن راوا قانع می‌کند.
در کتاب دیگر تلمود آمده‌است که دشمنان راوا او را به ربودن اموال خزانه سلطنتی متهم می‌کنند و او را به زندان می‌اندازند. یهودیان از این واقعه سخت ناراحت و به آینده خود بیمناک می‌شوند. پژوهشگران بر این عقیده‌اند که شاپور تحت تأثیر کرتیر، رئیس موبدان زرتشتی قرار داشت و اگر مداخلات و شفاعت‌های ایفرا نبود، شاپور آزار و شکنجه فراوانی بر یهودیان وارد می‌آورد.